# Hadnagy Csaba
Hadnagy Csaba (Kovászna, 1919. december 7. – 2004.) erdélyi magyar orvos, hematológus.

## Életpályája
A nagyenyedi Bethlen Kollégiumban érettségizett (1937), oklevelét a kolozsvári egyetemen nyerte el (1942). Ugyanitt az élettani intézetben tanársegéd, majd 1949-től a marosvásárhelyi Vérátömlesztő Központban főkutató, 1954-től a 2. számú Belgyógyászati Klinika laboratóriumának vezetője. Több neves tudományos testület, így a német hematológiai társaság (1964) és az Amerikai Egyesült Államok geriatriai társasága (1967) tagjai közé választotta. Szakirodalmi tevékenysége a vér megbetegedései, a cukorbaj, a vitaminhiány okozta kórállapotok, gerontológia, immunológia és kórélettan kérdéseit öleli fel.
Elsőként írt le 1952-ben egy sajátos, az anti E faktor okozta vérmegbetegedést újszülöttnél; Szabó Istvánnal együtt kimutatta, hogy a vérátömlesztés szövődménye, a vörös vérsejtek feloldása okozta ún. hemolitikus sokk a szervezet védekező válasza; elsők között bizonyította, hogy a fonalas sejtosztódást (mitózist) gátló anyagok (vegyszerek, röntgensugárzás) ugyanakkor csökkentik a szervezet ellenanyag-termelését, vagyis védekezőképességét a kórokozókkal szemben. Önálló és társszerzőkkel írt dolgozatai az Orvosi Szemlében s más bel- és külföldi szakfolyóiratokban, így az Acta Morphologica Hungarica, Medizinische Monatsschrift, Archív für Physiologie und Therapie, Journal of American Geriatrie, Pediatria (Moszkva), Gerontologia Clinica (USA) hasábjain jelentek meg.

## Munkája
- A vérátömlesztés szövődményei (Szabó Istvánnal közösen), 1957